# Strongylosoma montanum
Strongylosoma montanum är en mångfotingart som beskrevs av Filippo Silvestri 1895. Strongylosoma montanum ingår i släktet Strongylosoma och familjen orangeridubbelfotingar. Inga underarter finns listade i Catalogue of Life.